# Lamellisyllis comans
Lamellisyllis comans är en ringmaskart som beskrevs av Francis Day 1960. Lamellisyllis comans ingår i släktet Lamellisyllis och familjen Syllidae. Inga underarter finns listade i Catalogue of Life.